# Iyengaryoga

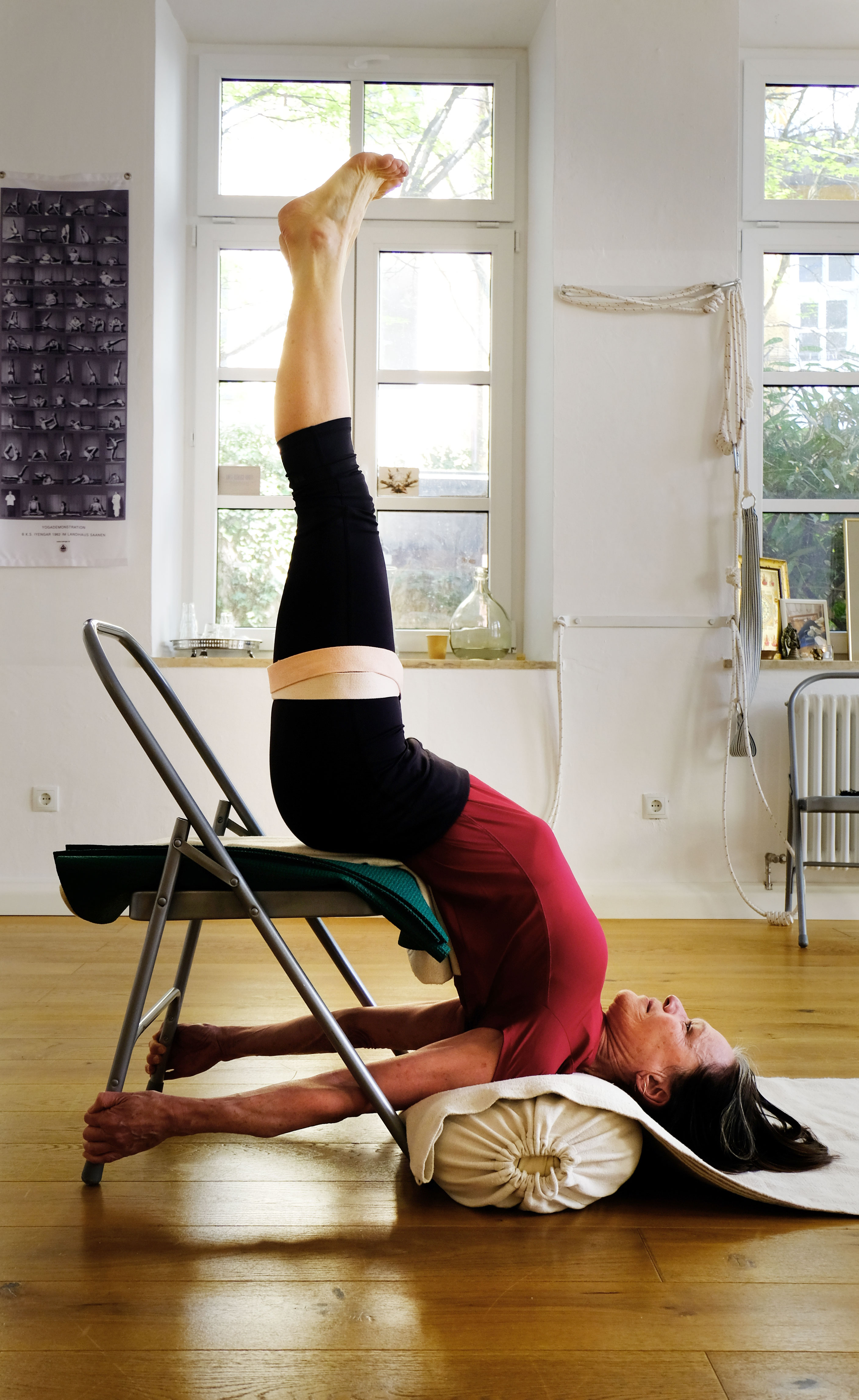
Inom Iyengar yoga används en mängd hjälpmedel för att räta in kroppen på ett ergonomiskt sätt.

Iyengaryoga är en form av yoga som skapats av B.K.S. Iyengar. Yogaformen utmärker sig genom att asana (yogaposer) korrigeras och underlättas genom flitigt användande av hjälpmedel som klossar och remmar. Med stark grund i traditionell rajayoga, så som den beskrivs av Patanjali i Yoga Sutra, lägger iyengaryoga stor vikt vid att utveckla styrka, uthållighet, smidighet och balans, samt koncentration (dharana) och meditation (dhyana).
Iyengaryoga är hathayoga och lägger fokus på att rätta in kroppen (den engelska term som används för vad som eftersöks är body alignment) genom att utöva asanas. Genom att arbeta med ett system av asanas försöker iyengaryoga förena kropp, sinne och ande, för hälsa och välbefinnande. Yogaformen försöker lösa upp det moderna livets anspänningar, och på så vis underlätta fullkomligt fysiskt och psykiskt välmående..
Yogaformen präglas av ett mycket detaljerat fokus på body alignment, att räta in kroppsdelarna så att de samverkar på ett ergonomiskt sätt. Iyengar introducerade en mängd hjälpmedel, exempelvis kuddar, bänkar, klossar, remmar och sandsäckar, vilka möjliggör för nybörjare att lättare få en djupare upplevelse av asanas som kanske annars hade krävt år av övning. Hjälpmedlen låter också trötta eller skadade elever utföra asanas som utan stöd hade krävt alltför stor muskelstyrka.
Stående ställningar är viktiga i iyengaryoga. De anses bygga starka ben, öka den allmänna livskraften samt förbättra cirkulationen, koordination och balans. Allt detta ses som nödvändiga förutsättningar för mer avancerade yogaställningar.
Lektioner i iyengaryoga präglas av detaljerade instruktioner från läraren, och felaktigheter i ställningar och kroppshållningar rättas aktivt av läraren. För att bli lärare krävs minst två års intensiv träning för ett första intyg. Det finns sedan ett system av certifierade mellannivåer och seniora nivåer, vilka totalt sett kan kräva drygt ett årtionde av utbildning.